# Rautujärvi (Gällivare socken, Lappland)
Rautujärvi är en sjö i Gällivare kommun i Lappland och ingår i Kalixälvens huvudavrinningsområde. Sjön har en area på 0,351 kvadratkilometer och ligger 463,5 meter över havet. Rautujärvi ligger i Lina fjällurskog Natura 2000-område.

## Delavrinningsområde
Rautujärvi ingår i det delavrinningsområde (748053-171831) som SMHI kallar för Utloppet av Akkajärvi. Medelhöjden är 516 meter över havet och ytan är 27,05 kvadratkilometer. Räknas de 9 avrinningsområdena uppströms in blir den ackumulerade arean 200,69 kvadratkilometer. Akkajoki som avvattnar avrinningsområdet har biflödesordning 2, vilket innebär att vattnet flödar genom totalt 2 vattendrag innan det når havet efter 301 kilometer. Avrinningsområdet består mestadels av skog (74 procent). Avrinningsområdet har 3,61 kvadratkilometer vattenytor vilket ger det en sjöprocent på 13,3 procent.